# Коцофенешти (Прахова)
Коцофенешти (рум. Coțofenești) насеље је у Румунији у округу Прахова у општини Варбилау. Oпштина се налази на надморској висини од 278 m.

## Становништво
Према подацима из 2002. године у насељу је живело 935 становника, од којих су сви румунске националности.